# Fault
Nel documento ISO/CD 10303-226 viene definito un fault (difetto, avaria) come una condizione anormale o un difetto ad un elemento, all'attrezzatura oppure al sottosistema che possono condurre ad un guasto o fallimento del sistema stesso.
Secondi lo Standard Federale 1037C, il termine fault ha i seguenti significati:
- Una fortuita circostanza che causa ad un'unità funzionale l'impossibilità di eseguire la funzione richiesta.
- Un difetto che provoca un malfunzionamento rigenerabile o catastrofico. Un malfunzionamento è considerato rigenerabile se succede con consistenza sotto le stesse circostanze.
- In un sistema ad alta tensione un involontario cortocircuito tra conduttori stimolati o tra un conduttore stimolato ed il suolo.

In elettronica i guasti possono essere causati da fault casuali o fault sistematici, mentre nel software i bug sono sempre sistematici.